# さよならの向う側 (小説)
『さよならの向う側』（さよならのむこうがわ、英：Goodbye, My Dear）は、日本の小説家・清水晴木による小説。マイクロマガジン社より、2021年6月18日に書き下ろしで刊行された。発売から半年で累計2万部を突破している。
2022年5月20日には続編となる『さよならの向う側 i love you』（さよならのむこうがわ アイ ラブ ユー）が書き下ろしで刊行された。
2022年9月にテレビドラマ化された。

## 登場人物
案内人

### さよならの向う側
第1話 Heroes
桜庭綾子
中学校理科教師。
第2話 放蕩息子
山脇浩一
酒好きの怪獣マニア。
第3話 わがままなあなた
伊勢谷幸太郎
散歩と昼寝が好き。
第4話 さよならの向う側
神楽美咲
バンドボーカル。
最終話

### さよならの向う側 i love you
第1話 月の光
大林勲
油絵画家。
第2話 明日への手紙
星野咲季
高校生。母を亡くしている。
第3話 I Love You.
常盤正臣
本好きで、The Beatlesのファン。
如月涼風

最終話 糸

## 書誌情報
- さよならの向う側（2021年6月18日、マイクロマガジン社、ISBN 978-4-86716-140-1）[4]
- さよならの向う側 i love you（2022年5月20日、マイクロマガジン社、ISBN 978-4-86716-288-0）[5]

## テレビドラマ
2022年9月22日から10月13日まで、読売テレビ制作・日本テレビ系「プラチナイト」木曜枠内「木曜ドラマ」で放送された。オムニバス形式となっており、全話を通じて案内人役に上川隆也が登場する。
本作は『4週連続オムニバスDRAMA』と銘打ち、2つのドラマを4週連続オムニバス形式で放送するうちの、番組前半30分のパート（第1部）で放送された（後半25分のパート（第2部）は 飯尾和樹（ずん）と莉子がナビゲーター役を務める『5分後に意外な結末』を放送。）。
最終回終了後の10月14日（13日深夜）より、定額制動画配信サービス「Hulu」にて、本編で描ききれなかった部分を加えた『もうひとつの真実』が独占配信された。

### あらすじ
現世とあの世の狭間「さよならの向う側」で、案内人は思いがけず訪れた死に戸惑う人々を出迎え、死んだことをまだ知らない人と「24時間」の間会うことができると提案し、彼らが会いたい人と過ごす「人生最後の24時間」に寄りそう。

### キャスト
案内人 / 谷口健司
演 - 上川隆也
現世とあの世の狭間「さよならの向う側」で自身の死に戸惑う人々を出迎える人物。
生前は郵便配達夫で、配達で出会った葉子と惹かれあい結婚する。
すき焼きのネギを買いに行った帰り道、脳卒中で急死し、「さよならの向う側」で妻・葉子に会えない未練から10年間過ごしてきたところを、先代の案内人が生まれ変わることから案内人の役目を引き継ぐ。

#### episode1
桜庭彩子
演 - 貫地谷しほり
他人の飼い犬を助けたため交通事故死した母親。中学の理科教師。
石橋恵
演 - 新川優愛
彩子の恩師・石橋信良の娘。亡父を訪ね連絡してきた彩子を招き入れる。
自身の娘・紗衣のことを彩子に語ったことで、彩子にある重要なことをきづかせる。
桜庭宏隆
演 - 米本学仁
彩子の夫。夜勤の警備員の仕事で息子・優太を夜間一人きりにすることを心配する。
桜庭優太
演 - 小林篤弘
彩子と宏隆の息子。母・彩子は遠くの星を守るため「生きている」と思っていたことから彩子に会うことができた。
めぐり会うことができた彩子から、いつも見守っていると言い聞かせられる。
石橋信良
演 - 新海博志
彩子の恩師。2年前、川で溺れた子供を助けた際に亡くなっている。
中学の頃いじめに遭っていた教え子の彩子を救っている。
石橋紗衣
演 - 山岸りた
恵の娘。祖父・信良が亡くなったことを幼いため理解できていない。

#### episode2
山脇浩一
演 - 眞島秀和（幼少期：番家天嵩）
酒浸りで肝臓の病で亡くなった放蕩息子。特撮映画「宇宙怪獣」シリーズのファン。父との思い出から映画俳優を目指していた。
「さよならの向う側」から痴呆症の父・博の前に、彼の父（自身の祖父）のふりをして現れ、再会を果たす。
山脇博
演 - 柄本明（若い頃：岡村まきすけ）
浩一と絶縁状態中の父。木工職人。痴呆症で浩一や、自身の父が亡くなったことも理解できなくなっている。
錯綜する意識の中で、幼い浩一のために木工で宇宙怪獣のフィギアを作り上げていた。
山脇由利子
演 - 宮澤美保
浩一の姉。
野原新
演 - 渋谷謙人（第3話）
閉店するレンタルビデオ店のバイト店員。浩一に「宇宙怪獣」の完結編を勧める。
美咲のライブハウスでの初ライブ前に、ロックバンドのボーカルとして先行で出演していた。
看護師
演 - 渡辺早織
浩一が入院していた病院の看護師。由利子に浩一の遺留品を託す。
宇宙怪獣の映画を観にきた子供
演 - 嶋田鉄太
幼い頃の浩一が欲しがった、映画館で販売されていた宇宙怪獣のフィギアを買ってもらう。

#### episode3
神楽美咲
演 - 吉田凜音
女子高生。大倉との音楽ユニット「ペーパーバック」のボーカル。大倉との初ライブ直前の緊張で持病の心臓病を悪化させ急死する。
長い黒髪をカットし、ショートヘアにカラーを入れ、美咲の従妹・美樹と偽って大倉と再会し、ストリートライブで生前叶わなかった大倉との初ライブの夢を果たす。
死ぬ間際に大倉が自分に伝えようとしていたことを聞き出し、それが、自身へのプロポーズだったと知ると、美咲なら黙って大倉を抱きしめキスしていただろうと伝え、別れの際にこれからも作曲を続けるよう告げ、「あなたに会えてよかった」と言い残し昇天する。
大倉忍
演 - 今井悠貴
音楽好きの男子高生。美咲との音楽ユニット「ペーパーバック」の初ライブ直前に彼女を失う。
初ライブ後に美咲へのプロポーズを考えており、そのことを聞いた美樹（美咲）から美咲の言葉として「あなたに会えてよかった」と伝えられると、「僕も君に出会えてよかった」と思いを述べる。

#### episode4
伊勢谷幸太郎
演 - 高橋優斗（HiHi Jets / ジャニーズJr.）　
俺様で内弁慶な青年。正体は紗也香に拾われた捨て猫。
紗也香
演 - 佐々木春香
写真撮影が趣味の女性。捨て猫だったコウタロウを拾い飼育していた。
谷口葉子
演 - 戸田菜穂（死後： 三谷侑未）
案内人（谷口）の生前の妻。理容師。谷口と惹かれあい結婚する。
夫の給料日には、すき焼きを作ってくれた。
死後に「さよならの向う側」に留まり、案内人となっていた谷口と再会し、生まれ変わっても結婚しようと誓い合う。
案内人
演 - 木場勝己
先代の案内人。生まれ変わることになり、「さよならの向う側」に10年留まっていた谷口に案内人の役目を引き継いでもらう。

### スタッフ
- 脚本 - 水橋文美江、いとう菜のは
- 監督 - 深川栄洋
- チーフプロデューサー - 岡本浩一
- プロデューサー - 中間利彦、黒沢淳（テレパック）、野田健太（テレパック）
- 音楽 - 岡出莉菜
- 主題歌 - 大橋トリオ「さよならの無い世界」（A.S.A.B）[15]
- 制作協力 - テレパック
- 制作著作 - 読売テレビ

### 放送日程
| 各話     | 放送日   | サブタイトル     | 脚本         |
| -------- | -------- | ---------------- | ------------ |
| episode1 | 09月22日 | Heroes           | 水橋文美江   |
| episode2 | 09月29日 | 放蕩息子         | 水橋文美江   |
| episode3 | 10月06日 | サヨナラの向う側 | 水橋文美江   |
| episode4 | 10月13日 | 長い間           | いとう菜のは |

| 読売テレビ制作・日本テレビ系列 木曜ドラマ                  | 読売テレビ制作・日本テレビ系列 木曜ドラマ                         | 読売テレビ制作・日本テレビ系列 木曜ドラマ |
| 前番組                                                     | 番組名                                                            | 次番組                                    |
| ---------------------------------------------------------- | ----------------------------------------------------------------- | ----------------------------------------- |
| オクトー 〜感情捜査官 心野朱梨〜 （2022年7月7日 - 9月8日） | さよならの向う側 / 5分後に意外な結末 （2022年9月22日 - 10月13日） | Sister （2022年10月20日 - 12月22日）      |